# Миячко Папрадишко–Орешко благотворително братство
Миячко Папрадишко-Орешкото благотворително братство е патриотична и благотворителна обществена организация на македонски българи - мияци от селата Папрадище и Ореше, съществувала в българската столица София от 1923 година.

## История
Братството е основано в 1921 година. То има свой печат, по средата с миячка и мияк в национална носия. Празнува патронния си ден на Петровден, a на Богородица братството прави общ излет. На 2 юни 1923 година е приет Уставът на братството от делегатите Георги Д. Кюлявков, К. Д. Чупаров, Павел Димов, Димо Велов, Петър Д. Терзиев, Момир Силянов, Арсо И. Иванов, Велю Арсов Жбирков, Пано В. Арсов, Н. Д. Чупаров, Трайче Аврамов, Т. Георгиев, Андрея Павлов, Павел Димов, Андон Трайков, Коста Василков, Г. Михов, П. Д. Чупаров, Негрия Д. Иванов, Тасе Илиев, Андон Аврамов, Н. Хр. Попов, П. П. Марковски, Цв. Деспотов, Павел М. Кюлявков, А. Д. Иванов, В Димов и Т. Чупаров. Пръв председател е Павел М. Кюлявков, подпредседател Д. Манов, секретар П. Марковски и касиер Пано В. Арсов.
На 16 април 1924 година е избрано ново настоятелство в състав Павел Кюлявков (председател), Никола Д. Кузманов (подпредседател), Андон Станков (съветник), Пано Вельов (касиер), Антон Христов (секретар). На 21 март 1926 година е избрано настоятелство в състав Кузман Д. Чупаров (председател), Петър Терзиев (подпредседател), Михал Станков (секретар), Никола Иванов (касиер), Павел Димов (член съветник).
През 1936 година ръководството на братството е в състав Пано Велов Арсов, Венимин Петров Терзиев, Никола Иванов Стойчев, Георги Димитров Кюлявков, Павел Димов Иванов, Дончо Манов Велев, Никола Велев Димев и Темелко Георгиев Ангелов. През 1938 година управителното тяло се състои от Павел Манов Кюлявков (председател), Дончо Манов Велчев (подпредседател), Никола Кочов Марковски (секретар), Пано Велчев Арсов (касиер), Андрея Павлов Далюв (съветник) и тричленна контролна комисия Петър Далюв Терзиев (председател), Павел Делюв Иванов и Павел Димов Чупаров са съветници.
По-късно председател на братството е Павел Чупаров. Към 1941 година начело на братството са Павел М. Кюлявков (председател), Никола Марков (секретар), Пано В. Арсов и съветници: Андон Павлов, Дончо Манев.